# Ladji Doucouré
Ladji Doucouré (Juvisy-sur-Orge, 28 de março de 1983) é um atleta francês, especialista nos 110 metros com barreiras. Ele conquistou a medalha de ouro no Campeonato Mundial de Atletismo de 2005 em Helsinque, derrotando os campeões olímpicos Liu Xiang e Allen Johnson. Ganhou uma segunda medalha de ouro integrando o  revezamento 4x100 metros.